# Yeomchang-dong
Yeomchang-dong (koreanska: 염창동) är en stadsdel i stadsdistriktet Gangseo-gu i Sydkoreas huvudstad Seoul.